# Daleki grad (televizijska serija)
Daleki grad (turski: Uzak Şehir) turska je dramska televizijska serija, koju su producirali Ay Yapım i Ayna Yapım, čija je prva epizoda objavljena 11. studenog 2024. u režiji Ahmeta Katıksıza, Emrea Aybeka i Yıldıza Aşanboğe, a scenarij je napisala Gülizar Irmak. Adaptacija je libanonske serije „Ata Ocağı” iz 2017. Glavne uloge dijele Ozan Akbaba i Sinem Ünsal.

## Radnja
Priča počinje kada Alya Albora, koja živi u Kanadi, dolazi u Mardin, grad obitelji Albora, sa svojim sinom Denizom Cihanom kako bi ispunila posljednju želju svog pokojnog supruga. Dok se Alya suočava s problemima i tragičnim gubicima koje je doživjela u prošlosti, istovremeno je pod snažnim utjecajem obitelji Albora. Dok misteriozne tajne obitelji počinju izlaziti na vidjelo, Alya i njezin sin Deniz moraju se boriti kako bi preživjeli i pronašli mir.

## Glavni likovi
- Ozan Akbaba kao Cihan Albora
- Sinem Ünsal kao  Alya Smith Albora
- Kuzey Gezer kao  Deniz Cihan Albora
- Gonca Cilasun kao Sadakat Albora
- Atakan Özkaya kao Kaya Albora
- Müfit Kayacan kao Ecmel Albora
- Ferit Kaya kao Demir Baybars

## Pregled serije
U Hrvatskoj serija se prikazuje na kanalu Nova TV, gdje su epizode prepolovljene po minutaži pa ima duplo više epizoda. Na Novinoj streaming platformi Nova Plus, broj epizoda je po turskom rednom broju i cjelovitoj minutaži od 120 minuta.
| Sezona | Sezona | Epizoda | Tursko prikazivanje | Tursko prikazivanje | Hrvatsko prikazivanje | Hrvatsko prikazivanje |
| Sezona | Sezona | Epizoda | Premijera sezone    | Finale sezone       | Premijera sezone      | Finale sezone         |
| ------ | ------ | ------- | ------------------- | ------------------- | --------------------- | --------------------- |
|        | 1.     | 28 52   | 11. studenoga 2024. | 2. lipnja 2025.     | 10. lipnja 2025.      | –                     |
|        | 2.     | – –     | 2025.               | –                   | Još nije najavljeno   | Još nije najavljeno   |